# アウクスブルク (軽巡洋艦)
アウクスブルク（SMS Augsburg）はドイツ海軍の軽巡洋艦。コルベルク級小型巡洋艦の一隻。
同型艦としてコルベルク（SMS Kolberg）、ケルン（SMS Coln）、マインツ（SMS Mainz）の3隻が建造された。

## 艦歴
アウクスブルクは、SMS Sperberの後継艦としてErsatz Sperberという契約名で発注され、1908年にキールのカイザーリヒェ・ヴェルフト造船所で起工された。1909年7月10日に進水、その後艤装作業が行われ、1910年10月1日に就役、大洋艦隊に配備され、魚雷演習を行った。1914年5月20日、ダンディーへの表敬訪問が行われた。フィッシャー艦長と乗組員はプロヴォスト卿に「最高の親しみやすさが示された」と歓迎された。

### 第一次世界大戦

#### 1914年
1914年8月の第一次世界大戦勃発後、ロベルト・ミシュケ少将の指揮の下、バルチック艦隊に配属された。8月2日、アウクスブルクはロシアのリエパーヤ港周囲に機雷を敷設し、その間マクデブルク（SMS Magdeburg）は港を砲撃した。実はロシア軍はすでにリエパーヤを離れていたため、アウクスブルクが敷設した機雷はロシア軍よりもドイツ軍の作戦に支障をきたした。その後、アウクスブルクをはじめとするバルチック艦隊はロシア軍の陣地に対して砲撃を繰り返した。8月17日、アウクスブルク、マクデブルク、3隻の駆逐艦、そして水雷艇ドイッチュラントが、ロシアの強力な装甲巡洋艦アドミラル・マカロフとグロモボーイの2隻と会敵した。ロシアの司令官は、ドイツの装甲巡洋艦ローンとプリンツ・ハインリヒがいると勘違いして攻撃せず、両軍は撤退した。
9月にはブラウンシュヴァイク級、ヴィッテルスバッハ級の戦艦と、大型装甲巡洋艦ブリュッヒャーで構成される艦隊を投入し、バルト海の戦力を強化した。9月3日から、ドイツの連合軍はバルト海への掃討作戦を行った。この作戦中、アウクスブルクはロシアの巡洋艦パラダとバヤンを発見し、ブリュッヒャーに引き寄せようとしたが、ロシア側はこれを回避して撤退した。9月7日、アウクスブルクと魚雷艇V25はボスニア湾に侵入、ラウマ沖でロシアの蒸気船を沈め、9日に帰港した。

#### 1915年 - 1916年
1915年1月24-25日の夜、アウクスブルクはボーンホルム島沖でロシアの機雷原に侵入し、機雷に衝突した。乗組員は沈没を避けるため対処し、その後修理のために港に曳航された。アウクスブルクは4月には復帰し、リエパーヤに対する大規模な作戦に備えた。ドイツ軍は、ゴルリッツ＝タルヌフ攻勢にてオーストリア・ドイツ軍の主戦場から気をそらすために、この港を占領することを計画していた。海軍からの支援要請を受けた海軍は、沿岸防衛艦ベオウルフ（SMS Beowulf）、装甲巡洋艦3隻、アウクスブルクを含む軽巡洋艦3隻、そして多数の魚雷艇と掃海艇からなる部隊を編成した。さらに、軽巡洋艦4隻、魚雷艇21隻からなる第4偵察隊が北海から派遣され、作戦を強化した。5月にはドイツ陸軍がリエパーヤを占領し、その後はドイツ海軍の前線基地となった。同月末、海軍はアウクスブルクとリューベック（SMS Lübeck）に機雷敷設作戦を割り当て、フィンランド湾の入り口付近に機雷敷設を計画した。しかし、巡洋艦テティス（SMS Thetis）が潜水艦による攻撃を受けたため、ドイツ海軍司令部は作戦を中止した。
6月1日、アウクスブルク、ローン、リューベック、および7隻の魚雷艇が、ボグスカール沖で機雷敷設に就いた巡洋艦アルバトロス（SMS Albatross）を護衛した。アウクスブルクは、この作戦の指揮官であるヨハネス・フォン・カープフ提督の旗艦を務めた。機雷の敷設を終えたカープフは、任務を完了して帰港することを本部に無線で連絡した。この通信をロシア軍が傍受し、ドイツ軍艦隊を迎撃することを計画し、ロシアの装甲巡洋艦4隻および装甲巡洋艦リューリクを配備し、待ち伏せしようとした。カープフはロシア軍と遭遇する直前に戦力を分散させ、アウクスブルク、アルバトロス、および3隻の魚雷艇はロゼヴィア岬に向かい、残りはリエパーヤに向かった。6月2日午前6時30分過ぎ、アウクスブルクがロシア軍を発見した。カープフは速度の遅いアルバトロスに中立国スウェーデンの海域に避難するよう命じ、アウクスブルクと魚雷艇は高速でロシア軍から逃れた。その後の交戦で、アルバトロスは大きな損傷を受け、スウェーデン海域で座礁した。その後、ロシア軍はドイツ軍の第2部隊との交戦に転じたが、アウクスブルクとアルバトロスとの交戦で弾薬が少なくなり、交戦を打ち切った。
6月28日夜、ロシアのカサーツカ級潜水艦オクン（Окунь）がアウクスブルクに2本の魚雷を発射したが、いずれも外れた。
アウクスブルクは、1915年8月のリガ湾の戦いに参加する部隊に配属された。8隻の弩級戦艦と3隻の巡洋艦を含む大洋艦隊の分隊は、リガ湾のロシア海軍部隊を排除するためにバルト海に入った。アウクスブルクは8月16日、戦艦ナッサウとポーゼンを中心とした第2次攻撃に参加した。8月19日の夜、アウクスブルクはロシアの砲艦2隻（シブッチとコレーエツ）と遭遇し、アウクスブルクとポーゼンはシブッチを撃沈したが、コレーエツはなんとか退避した。10月13日、未知の潜水艦がアウクスブルクに魚雷を発射したが、命中しなかった。1916年9月、アウクスブルクはイルベ海峡からリガ湾へ強行突破する作戦に参加した。戦艦スラヴァを中心としたロシアの激しい抵抗により、ドイツ軍は湾内から後退せざるを得なかった。

#### 1917年 - 1922年
1917年11月、アウクスブルクはアルビオン作戦に参加した。当時アウクスブルクは、シュトラースブルクとその姉妹艦コルベルクとともに第4偵察隊に配備されていた。1917年10月14日06:00、3隻はリガ湾での掃海作戦の護衛としてリエパーヤを出航したが、航行中にロシアの12インチ沿岸砲による攻撃を受け、一時引き返すことになった。その後8時45分にはミカイロフスク沖に停泊し、掃海艇が機雷原の撤去を開始した。2日後、アウクスブルクは戦艦ケーニヒとクローンプリンツとともにリガ湾を掃海した。戦艦がロシア海軍と交戦している間、アウクスブルクはアレンスブルクの占領を指揮する任務に就いた。
戦争を終結させた休戦協定により、アウクスブルクとスカパ・フローに抑留されていない残りのドイツ艦隊は、ドイツの主要港に戻され、武装解除されることになっていた。その後、戦争を正式に終結させたヴェルサイユ条約において、アウクスブルクは連合国に譲渡される艦に挙げられ、休戦協定の条項に従って武装解除されることになったが、砲は船内に残された。第一次世界大戦の終結後、アウクスブルクは1920年9月3日に「Y」という名で日本に戦勝艦として譲渡された。しかし日本側では運用予定がなかったため、1922年にドルトレヒトで解体された。